# Liste der Mitglieder des Coburger Landtags (19. Wahlperiode)
Diese Liste nennt die Mitglieder des Coburger Landtags in seiner 11. Wahlperiode (1897–1900).
| Wahlbezirk | Name               | Stand              | Ort         | Anmerkung                       |
| ---------- | ------------------ | ------------------ | ----------- | ------------------------------- |
| I          | J. R. Schindhelm   | Kornwarenfabrikant | Coburg      |                                 |
| II         | Friedrich Schumann | Kaufmann           | Coburg      |                                 |
| III        | Karl Heusinger     | Redakteur          | Coburg      |                                 |
| IV         | August Schubert    | Brauereibesitzer   | Untersienau | Schriftführer                   |
| V          | Robert Rädlein     | Kaufmann           | Weidhausen  | Präsident                       |
| VI         | Ludwig Strecker    | Bürgermeister      | Rodach      |                                 |
| VII        | Gottlieb Römhild   | Schultheiß         | Meeder      |                                 |
| VIII       | Oscar Arnold       | Fabrikant          | Neustadt    | Stellvertretender Präsident     |
| IX         | Ludwig Florschütz  | Schultheiß         | Waldsachsen |                                 |
| X          | Wilhelm Gutsel     | Häfnermeister      | Sonnefeld   | Stellvertretender Schriftführer |
| XI         | Johann Brochloß    | Bürgermeister      | Königsberg  |                                 |

Dem ständigen Ausschuss gehörten Rädlein, Schumann, Arnold, Gutsel und Strecker an.